# Czeberaki (Mazovie)
Pour les articles homonymes, voir Czeberaki.
Czeberaki (prononciation : [t͡ʂɛbɛˈraki]) est un village polonais de la gmina de Stara Kornica dans le powiat de Łosice de la voïvodie de Mazovie dans le centre-est de la Pologne.
Il se situe à environ 10 kilomètres à l'est de Łosice (siège du powiat) et à 127 kilomètres à l'est de Varsovie (capitale de la Pologne).
Le village possède une population de 137 habitants en 2010.

## Histoire
De 1975 à 1998, le village appartenait administrativement à la voïvodie de Biała Podlaska.